# Morte e funeral de Estado de Isabel II do Reino Unido
Em 8 de setembro de 2022, Isabel II (em inglês: Elizabeth II), Rainha do Reino Unido e dos outros Reinos da Commonwealth, a monarca britânica mais longeva e com reinado mais longo, faleceu aos 96 anos, no Castelo de Balmoral, em Aberdeenshire, na Escócia. Sua morte foi anunciada às 18h30 BST, seguida de reações de líderes de todo o mundo. Ela foi sucedida por seu filho mais velho, Carlos III.
A morte da Rainha pôs em andamento a Operação Ponte de Londres, uma coleção de planos, incluindo preparativos para seu funeral, e a Operação Unicórnio, que estabelecia os protocolos caso a morte sua se desse na Escócia. O Reino Unido passou por um período de luto nacional de 10 dias. A cerimônia do Funeral de Estado aconteceu na Abadia de Westminster, em Londres, Inglaterra, em 19 de setembro de 2022, às 11h BST, seguida da Cerimônia de Réquiem na Capela de São Jorge, no Castelo de Windsor, onde a Rainha foi sepultada na Capela Memorial do Rei Jorge VI. Na ocasião de seu Funeral de Estado foi um feriado bancário no Reino Unido, e feriado no Canadá, Bahamas, Belize, Antígua e Barbuda, Papua Nova Guiné, Sri Lanka e Niue; com feriados comemorativos posteriores a serem realizados na Austrália (22 de setembro) e na Nova Zelândia (26 de setembro). A audiência televisiva do funeral de Estado no Reino Unido foi de 26,2 milhões, em média, e atingiu um pico de 28 milhões, um das maiores audiências na história do Reino Unido.

## Antecedentes
A rainha esteve bem de saúde durante a maior parte de sua vida. Ao longo de 2021 e 2022, ela enfrentou vários problemas de saúde. Em outubro de 2021, a mídia britânica informou que a rainha começou a usar uma bengala durante compromissos públicos. A rainha passou a noite no hospital em 20 de outubro, resultando no cancelamento de suas visitas à Irlanda do Norte e à cúpula da COP26 em Glasgow por motivos de saúde. Em novembro, a rainha sofreu uma torção nas costas e não pôde comparecer ao Serviço Nacional de Memória de 2021.
Em fevereiro de 2022, durante a pandemia de COVID-19 na Inglaterra, a rainha foi uma das várias pessoas no Castelo de Windsor a testar positivo para COVID-19. Seus sintomas foram descritos como leves e frios, com a rainha comentando mais tarde que a doença "deixa a pessoa muito cansada e exausta". Dado que os impactos na saúde da COVID-19 e o longo COVID são conhecidos por serem mais graves entre os idosos, a saúde da rainha foi questionada por vários meios de comunicação. No entanto, a rainha estaria se sentindo bem o suficiente para retomar suas funções oficiais em 1º de março. A rainha esteve presente no serviço de ação de graças pelo príncipe Filipe na Abadia de Westminster em 29 de março, mas não pôde comparecer ao serviço anual do Dia da Commonwealth naquele mês ou ao Serviço do Royal Maundy em abril. Em maio, a rainha perdeu a Cerimônia de Abertura do Parlamento pela primeira vez em 59 anos (ela não compareceu em 1959 e 1963 porque estava grávida do príncipe André, duque de Iorque, e do príncipe Eduardo, Duque de Edimburgo, respectivamente). Na sua ausência, o Parlamento foi aberto pelo Príncipe de Gales e pelo Duque de Cambridge como Conselheiros de Estado. O Príncipe de Gales, o herdeiro aparente, ganhou mais responsabilidades oficiais no final da vida da Rainha e a substituiu na Abertura do Parlamento. Em junho, a rainha não compareceu ao Serviço Nacional de Ação de Graças por seu Jubileu de Platina. Fontes oficiais mencionaram seu "desconforto" depois de estar durante o desfile militar comemorando seu aniversário oficial no primeiro dia de comemorações. Durante as celebrações, a Rainha foi em grande parte confinada a aparições nas sacadas.
Em 6 de setembro, dois dias antes de sua morte, a rainha aceitou a renúncia de Boris Johnson e nomeou Liz Truss para sucedê-lo como Primeira-ministra do Reino Unido no Castelo de Balmoral (onde a rainha estava de férias) em uma ruptura com a tradição, pois o ato geralmente era feito no Palácio de Buckingham. Em 7 de setembro, ela estava programada para participar de uma reunião online do Conselho Privado do Reino Unido para empossar novos ministros no governo de Truss, mas foi anunciado que a reunião havia sido cancelada depois que ela foi aconselhada a descansar pelos médicos. A última declaração pública da rainha, emitida no mesmo dia, foi uma mensagem de condolências às vítimas dos esfaqueamentos em Saskatchewan em 2022.

## Cronologia

### 8 de setembro

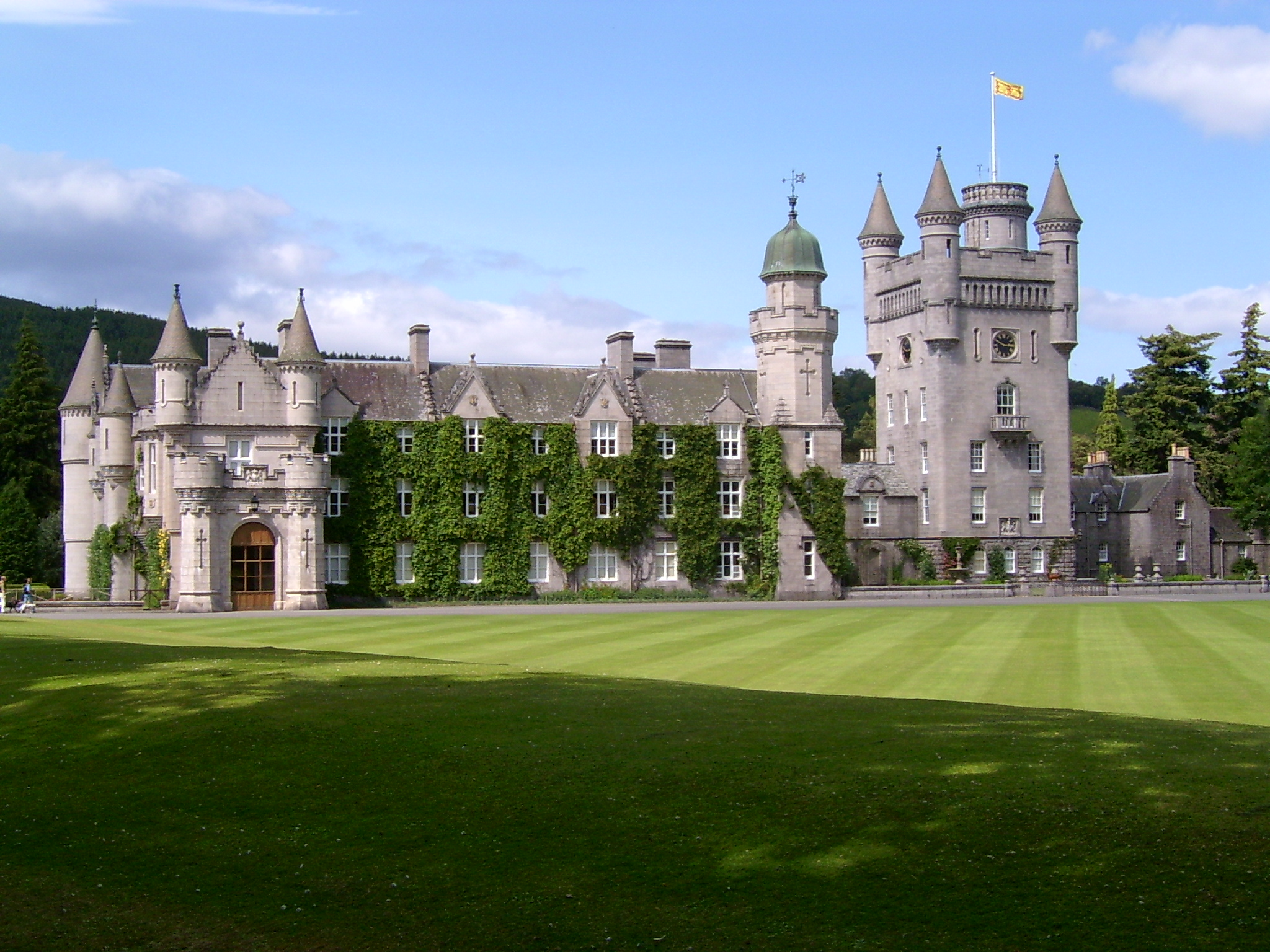
Castelo de Balmoral onde a Rainha faleceu

Às 6h48 BST, o helicóptero da Rainha partiu de Castelo de Windsor para a Escócia para transportar o Príncipe Charles da Casa Dumfries para o Castelo de Balmoral. Às 10h30, ele chegou ao castelo. A Princesa Ana já estava hospedada em Balmoral, e se encontrou com ele lá. Camila, Duquesa da Cornualha, também viajou para Balmoral, embora não esteja claro se ela acompanhou o marido ou chegou sozinha. Naquela manhã, a Primeira-ministra, Liz Truss, foi informada pelo Secretário de Gabinete, Simon Case, que a Rainha estava gravemente doente.
Às 12h00, a Primeira-ministra foi atualizada, e a vice-líder da oposição, Angela Rayner, informada, sobre a debilitada saúde da Rainha, por notas divulgadas durante um discurso no Parlamento, feito pelo líder da oposição, Keir Starmer. Às 12h30, o Palácio de Buckingham anunciou publicamente que a Rainha estava "sob supervisão médica" no Castelo de Balmoral, após médicos expressarem preocupação com sua saúde. A declaração dizia: "Após avaliação mais aprofundada nesta manhã, os médicos da Rainha estão preocupados com a saúde de Sua Majestade e recomendaram que ela permaneça sob supervisão médica. A Rainha continua confortável e em Balmoral. O presidente da Câmara de Deputados, Lindsay Hoyle, fez uma breve declaração de bons votos, no Parlamento, em resposta.
O Príncipe William, o Príncipe Andrew, o Príncipe Edward e sua esposa Sofia, Condessa de Wessex e Forfar, e o Príncipe Harry, anunciaram que iriam viajar para Balmoral, enquanto a Duquesa de Cambridge e a Duquesa de Sussex permaneceram em Windsor e Londres, respectivamente. Às 12h40, a BBC, emissora nacional do Reino Unido, interrompe a programação normal do canal BBC One para cobrir continuamente as condições da Rainha, com todos os jornalistas e apresentadores da BBC vestidos de preto naquela tarde. Reportagens especiais sobre as condições da Rainha foram veiculadas nos principais canais de televisão do Reino Unido, incluindo ITV, Channel 4, e Channel 5. Às 14h30, o voo do Príncipe William, Príncipe Andrew, Príncipe Edward e Sofia, Condessa de Wessex, partiu da base da Força Aérea Real, em South Ruislip, Grande Londres.
15h10, a rainha morre

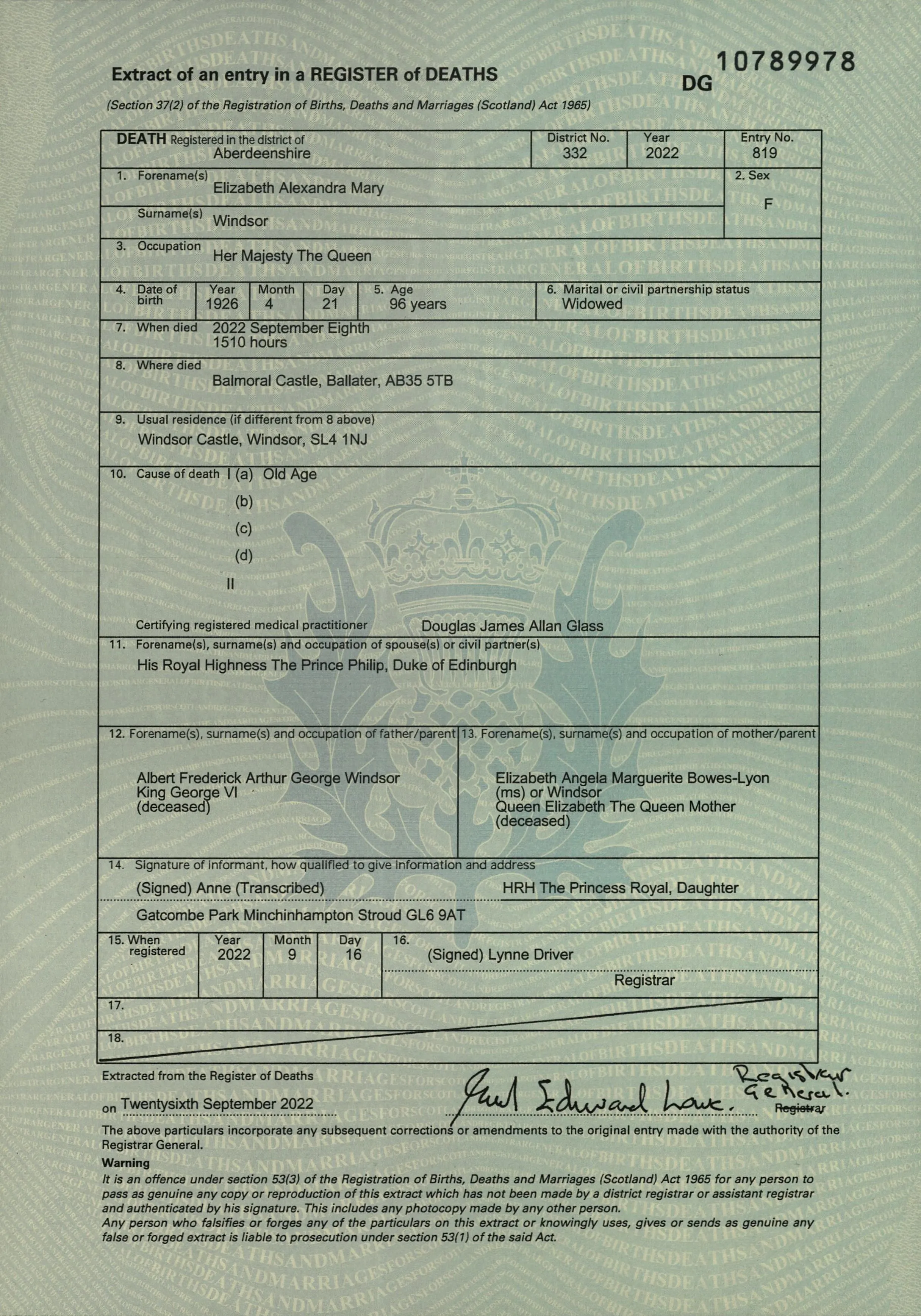
Certidão de óbito emitida para Isabel II

Às 16h30, Simon Case informou a Primeira Ministra sobre a morte da Rainha. Trinta minutos depois, o Príncipe William, o Príncipe Andrew, o Príncipe Edward e Sofia, Condessa de Wessex, chegaram a Balmoral. A morte da Rainha foi publicamente anunciada duas horas depois, às 18h30. A Família Real anunciou sua morte no Twitter, com o seguinte pronunciamento: "A Rainha faleceu pacificamente em Balmoral esta tarde. O Rei e a Rainha consorte permanecerão em Balmoral esta noite e retornarão a Londres amanhã."
O anúncio da morte da Rainha na televisão britânica começou às 18:31; o apresentador de telejornal Huw Edwards leu o pronunciamento da Família Real em uma transmissão ao vivo no canal BBC News e BBC One. Três minutos depois, Edwards repetiu a declaração em todos, exceto alguns, canais da BBC Television, após o qual, o hino nacional foi tocado.  Estima-se que pelo menos 16 milhões de pessoas no Reino Unido tenham assistido ao anúncio da morte nessa hora. Uma pintura da Rainha, feita por Richard Stone em 1992, foi escolhida para o anúncio. Às 18h32, apresentadores da BBC Radio 4 e BBC Radio 5 Live fizeram anúncios similares, e às 18h36, todas as estações da BBC Radio transmitiram simultaneamente o anúncio formal.
Em acordo com o protocolo implementado após a morte de Diana, Princesa de Gales, as bandeiras da União no Palácio de Buckingham foram baixadas a meio mastro. O mesmo foi feito na 10 Downing Street, e no Castelo de Balmoral. Como o novo monarca já estava no Castelo de Balmoral quando tornou-se Rei, o Estandarte Real do Reino Unido foi baixado e erguido novamente no castelo. O Estandarte Real da Escócia no Palácio de Holyroodhouse, e a bandeira galesa no Castelo de Cardiff também foram baixados a meio mastro. Enormes multidões se formaram do lado de fora das residências Reais para lamentar a morte da Rainha e arco-íris foram vistos acima do Palácio de Buckingham e do Castelo de Windsor.
Pouco depois das 19h30, a Orquestra da Filadélfia, tendo deixado de lado seu programa previsto para o concerto na BBC Proms, tocou "God Save the King" no Royal Albert Hall.
Às 20h00, o Príncipe Harry, que viajara sozinho e partira mais tarde que outros membros da família, chegou a Balmoral.

### 9 de setembro
O Rei Carlos III e a Rainha Camila viajaram de Balmoral para o Palácio de Buckingham, onde cumprimentaram a multidão do lado de fora dos portões. O Rei, então, realizou uma audiência pessoal com a Primeira-ministra, e prestou homenagem à sua mãe, em uma mensagem transmitida publicamente. No Palácio de Westminster, Membros do Parlamento se reuniram para ler suas mensagens de condolências e homenagens.
No primeiro discurso de Carlos como Rei, ele declarou um período de luto, que deve durar e ser seguido pela Família Real e membros da Casa Real até sete dias após o funeral da Rainha, em 19 de setembro. Foi ordenado que todas as bandeiras nas residências reais fossem baixadas a meio mastro, exceto o Estandarte Real que, de acordo com protocolo de longa data e desejo da falecida Rainha, permanecerá hasteado a todo mastro na residência onde o monarca vigente estiver. Todas as residências reais permanecerão fechadas ao público até que o Funeral de Estado tenha ocorrido. Uma salva de 96 tiros foi disparada no Hyde Park pela Cavalaria Real, na Torre de Londres pela Companhia de Artilharia Honorável, no Castelo de Edimburgo pela Artilharia Real, no Castelo de Cardiff e em Stonehenge pelo 104º Regimento da Artilharia Real, no Castelo de Caernarfon, no York Museum Gardens, e a bordo de navios da Marinha Real. Um livro de condolências online foi criado pelo site real. Os sinos da igreja tocaram na Abadia de Westminster, na Catedral de São Paulo, e em outras igrejas em todo o Reino Unido. No Castelo de Windsor, o Sino de Sebastopol, que só é tocado para marcar a morte de membros da realeza, tocou 96 vezes, uma vez por minuto, das 12h às 13h35, marcando os 96 anos de vida da Rainha. O Governo do Reino Unido publicou um guia sobre detalhes do período de luto nacional, afirmando que empresas, serviços públicos, eventos esportivos, e locais públicos não eram obrigados a fechar.
Na Catedral de São Paulo, um serviço de oração e luto, com ingressos, foi realizado às 18:00, com a presença de políticos de alto escalão e 2.000 membros do público. A cerimônia marcou a primeira versão oficial de "God Save the King" sob o reinado de Carlos. A Primeira-ministra fez uma leitura, e o Bispo de Londres fez um discurso, enquanto o Arcebispo de Canterbury fez as bênçãos. O Prelúdio Solene "In Memoriam", de For the Fallen, de Edward Elgar, foi tocado quando o culto estava prestes a começar, e os hinos "All My Hope on God is Found" e "O Thou Who Camest from Above" foram escolhidos para o evento.

### 10 de setembro
Às 11h00, salvas de 21 tiros na Torre de Londres, Castelo de Cardiff, Castelo de Edimburgo, Castelo de Cornet, Gibraltar e bases navais e estações no mar marcaram a proclamação de ascensão de Carlos III como Rei. Após a cerimônia de proclamação, o Rei cumprimenta multidões do lado de fora do Palácio de Buckingham. As principais estradas de Edimburgo foram fechadas em preparação para o caixão da Rainha viajar de Balmoral para o Palácio de Holyroodhouse, após o qual o caixão foi transferido para a Catedral de Santo Egídio para o público prestar suas homenagens. Os três filhos mais novos da Rainha, a Princesa Anne e seu marido Sir Timothy Laurence, o Príncipe Andrew, e o Príncipe Edward e sua esposa, a Condessa de Wessex, juntamente com cinco de seus netos: Peter Phillips, Zara Tindall, as Princesas Beatriz e Eugênia, e Lady Luísa Mountbatten-Windsor, participaram de um culto em Crathie Kirk, e viram tributos florais fora de Balmoral. Os filhos do Rei, Príncipe Guilherme e Príncipe Henrique, juntamente com suas esposas, Catarina, Princesa de Gales e a Meghan, Duquesa de Sussex, viram homenagens florais do lado de fora do Castelo de Windsor.
Membros do Parlamento, incluindo a Primeira-ministra Liz Truss, fizeram juramento de fidelidade a Carlos III, em uma sessão especial do Parlamento. O Palácio de Buckingham anunciou que o funeral de Estado de Elizabeth será realizado em 19 de setembro. O governo do Reino Unido anunciou posteriormente que o dia será um feriado bancário nacional. O Rei e a Rainha Consorte tiveram uma audiência com o Arcebispo de Canterbury no Palácio de Buckingham. O Rei então se encontrou com a Primeira-ministra pela segunda vez, e realizou audiências com membros do gabinete dela, e com líderes dos partidos da oposição.
Gaston Browne, Primeiro-ministro de Antígua e Barbuda, confirmou o papel de Carlos III como Rei e Chefe de Estado da nação, mas acrescentou que um referendo sobre a possibilidade de se tornarem uma república pode ocorrer dentro de três anos.

### 11 de setembro
Às 10h06, o caixão da Rainha, coberto com o Estandarte Real do Reino Unido para uso na Escócia, e com uma coroa de flores no topo, consistindo de dálias, ervilhas de cheiro, floxes, urzes brancas e pinheiros dos jardins do Castelo de Balmoral, partiu do Castelo de Balmoral, com um cortejo, para a Sala do Trono no Palácio de Holyroodhouse, em Edimburgo, Ecócia, onde ficou até a tarde de 12 de setembro. O cortejo, do qual a Princesa Anne e seu marido Sir Timothy Laurence fizeram parte, durou pouco mais de seis horas, enquanto o caixão fez uma viagem de 281 quilômetros, passando por Aberdeenshire, Aberdeen, Angus, Dundee, Perth, e Fife, antes de chegar ao Palácio de Holyroodhouse, em Edimburgo, às 16h23, onde o Príncipe Andrew, o Príncipe Edward e a Condessa de Wessex esperavam por sua chegada. Ele passou por prédios e lugares que tinham uma conexão pessoal com a Rainha, incluindo Crathie Kirk, a Ponte Rei George VI, e a Ponte Queensferry. As pessoas fizeram fila nas estradas e ruas para prestar suas homenagens, e alguns bateram palmas solenemente enquanto o caixão fazia sua viagem. Em Aberdeenshire, fazendeiros formaram uma Guarda de Honra com seus tratores.
O Rei encontrou-se com a Secretária Geral da Commonwealth no Palácio de Buckingham, e então, junto com a Rainha Consorte, recebeu os Altos Comissários do Reino e suas esposas, no Bow Room do Palácio de Buckingham. Os deputados continuaram a prestar homenagem à Rainha no Parlamento, e as homenagens no Senedd, o parlamento do País de Gales, foram liderados pelo Primeiro-ministro galês Mark Drakeford.
A BBC One começou um retorno à programação normal, tendo dedicado seus horários à cobertura constante de notícias desde a morte da Rainha. Os canais ITV, Channel 4 e Sky também retomaram a veiculação de anúncios, que não haviam sido exibidos desde que a morte da Rainha fora anunciada.

### 12 de setembro
O Rei e a Rainha Consorte viajaram até o Westminster Hall para receber condolências da Câmara dos Deputados e da Câmara dos Lordes. O Rei fez um discurso em ambas as câmaras, com 900 parlamentares presentes. Em seu discurso, o Rei afirmou: "O Parlamento é o instrumento vivo e respirador de nossa democracia. Que suas tradições são antigas, vemos na construção deste grande salão e nas lembranças dos predecessores medievais do cargo para o qual fui chamado." Eles então viajaram para Edimburgo de avião. No Palácio de Holyroodhouse, o Rei e a Rainha Consorte cumprimentaram o público e viram as homenagens florais. O Rei, então, inspecionou a Guarda de Honra do Regimento Real da Escócia, e a Cerimônia das Chaves ocorreu.

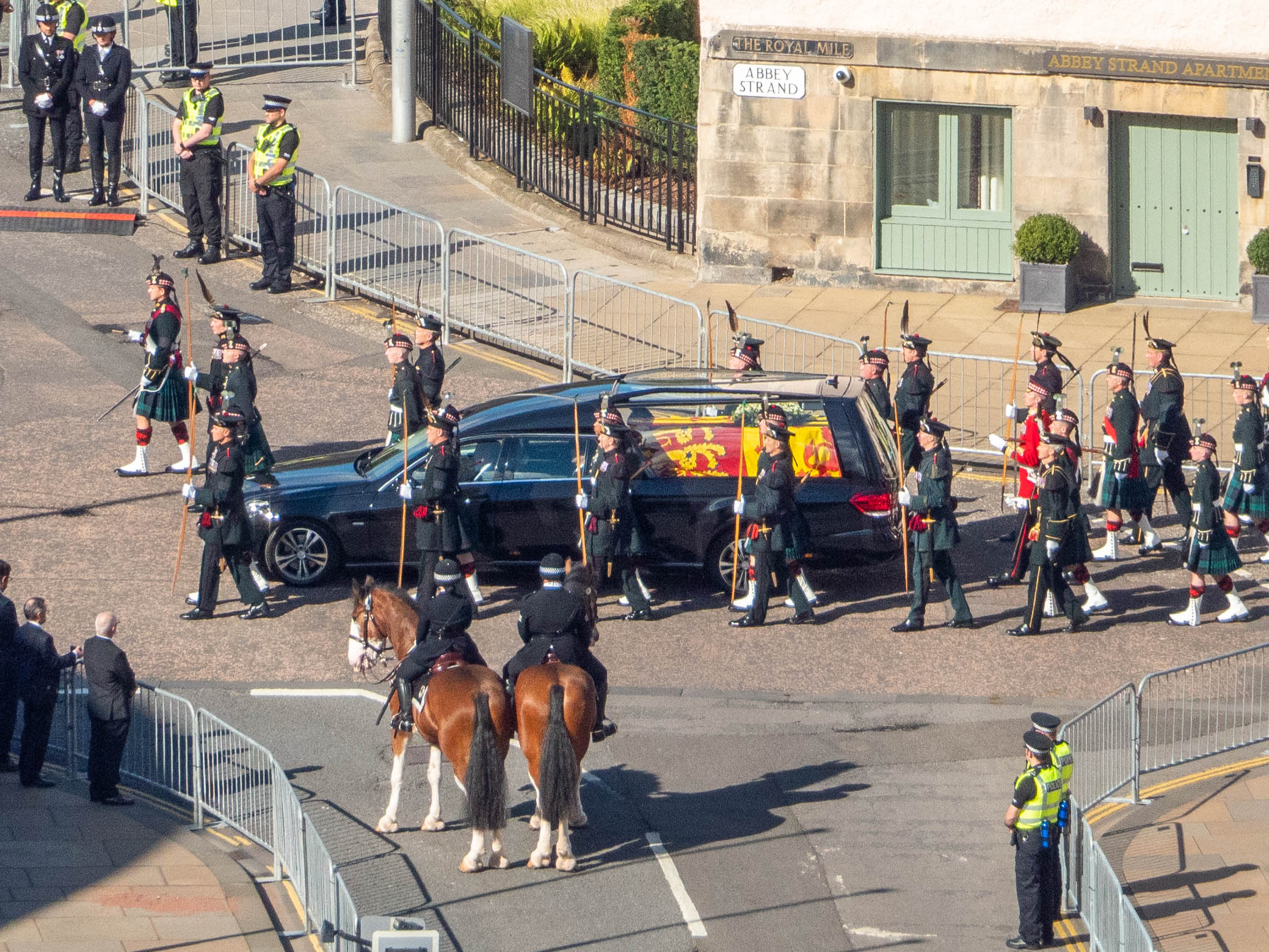
O caixão da Rainha deixando o Palácio de Holyroodhouse, em 12 de setembro

Uma procissão levou o caixão da Rainha até a Catedral de Sto. Egídio. O caixão estava coberto com o Estandarte Real do Reino Unido para uso na Escócia, com uma coroa no topo, consistindo de ramos de rosas brancas, frésias brancas, botões de crisântemos brancos, urzes brancas secas (de Balmoral), ramo de eríngios (cardos), folhagem, alecrim, hebes, e pittosporums. O Rei, a Princesa Anne and Sir Timothy Laurence, o Príncipe Andrew, o Príncipe Edward, a Equipe de Portadores do Regimento Real da Escócia, e a Companhia Real de Arqueiros, participaramm da procissão a pé, ao longo da Royal Mile. A Rainha Consorte e a Condessa de Wessex seguiram de perto em seu carro. O Príncipe Andrew, único membro da Família Real em procissão sem uniforme militar, foi assediado por um homem que o chamou de "velho doente". O manifestante foi detido pela polícia por violação da paz e posteriormente indiciado. Tiros foram disparados a cada minuto no Castelo de Edimburgo, durante a procissão, e só pararam quando o carro fúnebre parou completamente do lado de fora da Catedral.
O Rei e a Rainha Consorte, a Princesa Anne e Sir Timothy Laurence, o Príncipe Andrew, o Príncipe Edward e a Condessa de Wessex, amigos, políticos, e representantes de instituições de caridade e organizações escocesas da Rainha, participaram de uma cerimônia de agradecimento na Catedral de Sto. Egídio, liderada pelo Reverendo Calum MacLeod, para celebrar a vida da Rainha, e destacar sua ligação com a Escócia. Antes do início da cerimônia, o Duque de Hamilton colocou a Coroa da Escócia sobre o caixão. O hino de abertura foi "All People that on Earth do Dwell", a versão métrica do Salmo 100. A cantora escocesa Karen Matheson cantou o Salmo 118 em gaélico, enquanto a primeira passagem foi tirada do livro Eclesiastes 3. O coral então cantou o Salmo 116, antes da segunda leitura de Romanos 8. O segundo hino foi "O Senhor É Meu Pastor", a versão métrica do Salmo 23, que foi seguida pela leitura do evangelho de João 14. O Ministro da Igreja da Escócia, o Rev Dr Iain Greenshields, fez a homilia, e depois o coral entoou o hino de William Byrd, "Justorum Animae". Após várias orações, foi cantado o hino de encerramento, "Glória a Deus nas alturas", seguido do hino nacional, e da bênção.
No Palácio de Holyroodhouse, o Rei teve uma audiência com o Primeiro-ministro escocês, Nicola Sturgeon, e a Presidente do Parlamento Escocês, Alison Johnstone. O Rei e a Rainha Consorte visitaramm o Parlamento escocês para receber uma moção de condolências. Juntamente com os Membros do Parlamento Escocês, eles fizeram um silêncio de dois minutos. O caixão da Rainha permaneceu na Catedral por 24 horas, guardado constantemente pela Companhia Real de Arqueiros, permitindo que o povo da Escócia prestasse suas homenagens. Cerca de 20.000 pessoas estavam na fila para passar pelo caixão. À noite, os filhos da Rainha, Rei Carlos III, Princesa Anne, Príncipe Andrew, e Príncipe Edward, fizeram vigília na Catedral, um costume conhecido como Vigília dos Príncipes. A Princesa Anne tornou-se a primeira mulher da história a participar do ato.
Membros da Assembleia Legislativa da Irlanda do Norte prestaram homenagem à Rainha.

### 13 de setembro
O Rei e a Rainha Consorte viajaram para a Irlanda do Norte, desembarcando no Aeroporto George Best da Cidade de Belfast, no Condado de Down, e visitaram o vilarejo de Royal Hillsborough, onde se encontraram com o público na rua principal. Eles então viajaram para o Castelo de Hillsborough, onde viram uma exposição que destaca a ligação da Rainha com a Irlanda do Norte, se encontraram com membros do público, e viram tributos florais do lado de fora do Castelo. O Rei então se encontrou com o Secretário de Estado da Irlanda do Norte, Chris Heaton-Harris, e líderes de partidos. O Porta-voz da Assembleia da Irlanda do Norte, Alex Maskey, leu uma mensagem de condolências. Após uma breve recepção em Hillsborough, e inspecionar as tropas no castelo, o Rei e a Rainha Consorte se reuniram com os principais líderes religiosos da Irlanda do Norte.
O Rei e a Rainha então viajaram para a Catedral de Santa Ana, Belfast, onde, durante a cerimônia de reflexão, o Arcebispo de Armagh, John McDowell, chefe da Igreja da Irlanda, prestou homenagem à Rainha pelos seus esforços em trazer paz à Irlanda. Uma delegação do partido Sinn Féin esteve presente na Catedral de Santa Ana, embora o partido republicano tivesse anunciado que não participaria de nenhum evento que marcasse a ascensão de Carlos III. Também compareceram à cerimônia, a Primeira Ministra, Liz Truss, o Presidente da Irlanda, Michael D. Higgins, e o Taoiseach, Micheál Martin. Ao final da cerimônia, o Rei e a Rainha Consorte se encontraram com o público na Praça dos Escritores, antes de partirem para Londres.
A Primeira-ministra da Escócia, Nicola Sturgeon, a Presidente do Parlamento Escocês, Alison Johnstone, e o Secretário de Estado escocês, Alistair Jack, participaram de um último culto de oração na Catedral de Sto Egídio, antes do caixão da Rainha ser levado, de carro funerário, da Catedral para o Aeroporto de Edimburgo, enquanto milhares lotaram as ruas. O caixão foi levado a bordo de um C-17 Globemaster da Força Aérea Real, para a base RAF Northolt, acompanhado pela Princesa Anne e seu marido, Sir Timothy Laurence. A Equipe de Portadores da Força Aérea Real levou o caixão para a aeronave, e uma Guarda de Honra foi formada pelo Regimento Real da Escócia. Depois de deixar Edimburgo, mas antes de chegar a Londres, a versão escocesa do Estandarte Real, que cobria o caixão, foi substituída pelo tradicional  Estandarte Real, que é usado no restante do Reino Unido.
Uma vez em Londres, o Esquadrão de Bandeiras da Rainha (Regimento do 63 Esquadrão da FAR) assumiu o papel de Equipe de Portadores, e formou a Guarda de Honra. O caixão foi colocado no Carro Funerário de Estado, o qual fora projetado juntamente com a Rainha, e então viajou para o Palácio de Buckingham pela estrada A40, Westbourne Terrace, Lancaster Gate, Estrada Bayswater, Arco de Mármore, Estrada Park Lane, praça Hyde Park Corner, e estrada Constitution Hill. Pessoas lotaram as ruas enquanto o cortejo, do qual a Princesa Anne fazia parte, chegou ao palácio. O caixão da Rainha foi então colocado na Bow Room, no Palácio de Buckingham, na presença de seus filhos e netos, junto com seus cônjuges, incluindo o Rei e a Rainha Consorte, o Príncipe e a Princesa de Gales, o Duque e a Duquesa de Sussex, bem como seu sobrinho e sobrinha (filhos da Princesa Margaret.

### 14 de setembro

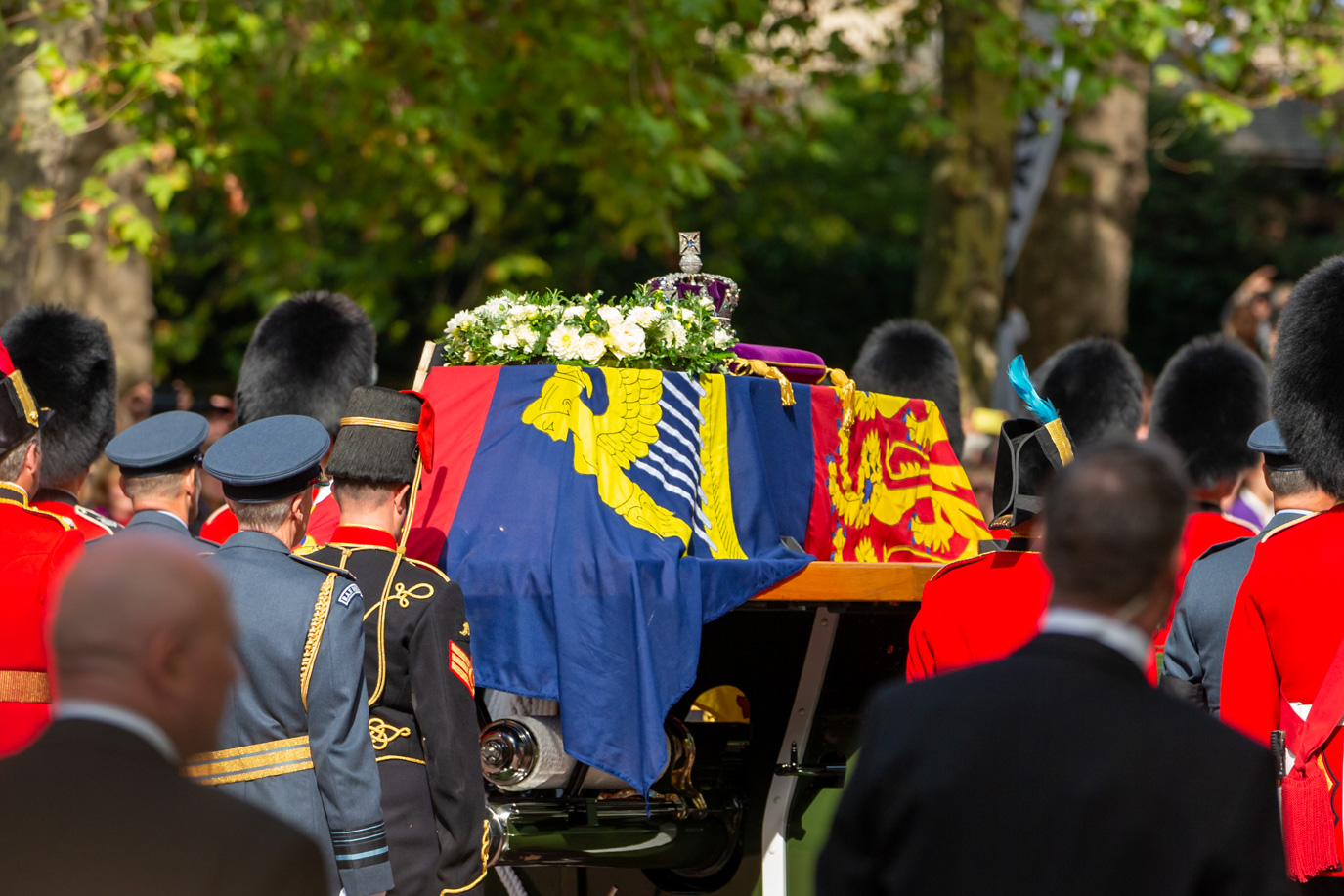
O cortejo da Rainha na The Mall em direção ao Westminster Hall

O caixão da Rainha, adornado com a Coroa Imperial do Estado e uma coroa de flores contendo rosas brancas, ramos de rosas brancas, dálias brancas, e uma seleção de folhagens (incluindo pinheiros de Balmoral, pittosporum, lavanda, e alecrim de Windsor), foi colocado em uma carruagem da Tropa da Artilharia a Cavalo Real do Rei (anteriormente usada para transportar os caixões de seus pais), e levada do Palácio de Buckingham para o Westminster Hall, em uma procissão militar, na qual o Rei, a Princesa Real, o Duque de Iorque, o Conde de Wessex, o Príncipe de Gales, o Duque de Sussex, Peter Phillips, o Conde de Snowdon, o Duque de Gloucester, e Sir Timothy Laurence participaram. Como são membros Reais não-ativos, o Duque de Iorque e o Duque de Sussex não usaram uniformes militares para a ocasião. A Rainha Consorte, a Princesa de Gales, a Condessa de Wessex e a Duquesa de Sussex, seguiram a procissão em dois carros separados. Mais tarde, o Duque de Kent e o Príncipe Michael de Kent se juntaram a eles no Hall. As bandas militares tocaram obras de Beethoven e de Mendelssohn, enquanto tambores acompanhavam a marcha, que era coreografada a 75 passos por minuto. O Big Ben tocou a cada minuto enquanto a procissão continuava, e canhões foram disparados a cada minuto, no Hyde Park, pela Tropa da Artilharia a Cavalo Real do Rei. A procissão levou o caixão pela praça Jardins da Rainha, avenida The Mall, pátio de Guardas a Cavalo e Arco de Guardas a Cavalo, rua Whitehall, Rua do Parlamento, Praça do Parlamento, e pátio New Palace Yard.
Membros das três forças armadas formaram uma Guarda de Honra para receber o caixão na Praça do Parlamento. Após a chegada do caixão, soldados do 1º Batalhão de Guardas de Granadeiros da Companhia da Rainha colocaram o caixão em um catafalco. O Arcebispo de Canterbury e o Decano de Westminster realizaram uma breve cerimônia, na presença do Rei e de membros da Família Real, na qual "Ó Senhor, tu me sondas e me conheces" foi cantado. A Rainha está agora em velório público, em Westminster Hall, até a manhã de seu funeral.
Um minuto de silêncio foi feito no Dáil Éireann, a câmara baixa do Parlamento da Irlanda.

### 15 de setembro
O Príncipe e a Princesa de Gales viajaram para Norfolk, Inglaterra, para ver tributos florais do lado de fora da Sandringham House, e também se encontraram com o público. O Conde e a Condessa de Wessex fizeram o mesmo na Praça de Santa Ana, na Biblioteca Central de Manchester, e na Catedral de Manchester. A Princesa Real e Sir Timothy Laurence foram para Glasgow, Escócia, viram homenagens florais na Câmara da Cidade de Glasgow, e se encontraram com o público na Praça George.
O Rei e a Rainha Consorte passaram o dia em Highgrove House e Ray Mill House, respectivamente.

### 16 de setembro
O Rei e a Rainha Consorte visitaram o País de Gales, concluindo sua turnê pelas quatro nações do Reino Unido. Eles chegaram ao som de uma salva Real de tiros do Castelo de Cardiff. Multidões estavam dentro do castelo, e um protesto silencioso de 100 pessoas contra a monarquia foi realizado por sindicatos, pelo Trabalhitas para um País de Gales Independente e e por ativistas pela igualdade, liderados por Bethan Sayed.
O Casal Real começou participando de uma cerimônia de oração e reflexão para a Rainha na Catedral de Llandaff, liderado pelo Decano Interino de Llandaff, Michael Komor. O Bispo de Llandaff, June Osborne, fez as orações, e o arcebispo de Gales, Andrew John, fez um discurso em inglês e galês. A cerimônia também incluiu uma oração galesa, realizada pelo coral e pelos harpistas Alis Huws e Catrin Finch. A música foi composta por Paul Mealor com letra de Grahame Davies. Após a cerimônia, o Rei e a Rainha Consorte se reuniram com o público nas proximidades de Llandaff Green.
O Rei e a Rainha consorte então visitaram o Senedd, o parlamento do País de Gales, para receber uma moção de condolências, e o Rei dirigiu-se ao parlamento em inglês e galês. No Castelo de Cardiff, o Rei teve audiências com o Primeiro Ministro do País de Gales, Mark Drakeford, e a Presidente do Senado, Elin Jones. No castelo, eles também realizaram audiências com indivíduos associados às suas patronagens Reais, antes de se encontrarem com membros do público no terreno do castelo. Ao retornar a Londres, o Rei encontrou líderes de diferentes comunidades religiosas no Palácio de Buckingham.
O Príncipe e a Princesa de Gales visitaram o Centro de Treinamento do Exército de Pirbright para se encontrar com tropas enviadas do Canadá, Austrália e Nova Zelândia, que participarão do Funeral de Estado. O Conde e a Condessa de Wessex se encontraram com membros do público, e assistiram a homenagens no Castelo de Windsor.
No Westminster Hall, durante a noite, o Rei e seus irmãos, todos usando uniforme militar, fizeram novamente uma vigília ao redor do caixão da Rainha, nos quatro cantos do catafalco, por cerca de 10 minutos, como fizeram em Edimburgo, Escócia, no início da semana. Até então, o Príncipe Andrew não havia usado uniforme militar em nenhum evento marcando a morte da Rainha, quando foi feita uma exceção que lhe permitiu fazê-lo.

### 17 de setembro
No Palácio de Buckingham, o Rei recebeu os Chefes de Estado-Maior da Defesa, incluindo o Primeiro Lorde do Mar, Chefe de Estado-Maior Aéreo, Chefe de Estado-Maior Geral, Chefe de Estado-Maior da Defesa, Vice-Chefe de Estado-Maior da Defesa, e Comandante do Comando Estratégico do Reino Unido. Ele então se encontrou com funcionários dos serviços de emergência na Sala de Operações Especiais da Polícia Metropolitana, em Lambeth, Inglaterra, que estavam organizando aspectos do Funeral de Estado da Rainha. O Rei e o Príncipe de Gales então visitaram a Fila para falar com seus participantes. O Conde e a Condessa de Wessex e Forfar reuniram-se com multidões do lado de fora do Palácio de Buckingham. Os Governadores-gerais dos reinos da Commonwealth participaram de uma recepção e almoço no Palácio de Buckingham, oferecido pelo Rei, a Rainha consorte, o Príncipe e a Princesa de Gales, o Conde e a Condessa de Wessex e Forfar, a Princesa Real, o Duque e a Duquesa de Gloucester, o Duque de Kent e a Princesa Alexandra. O Rei também recebeu em audiência os Primeiros-ministros do Canadá, Austrália, Bahamas, Jamaica e Nova Zelândia.
Os oito netos da Rainha – Príncipe de Gales, Duque de Sussex, Princesa Beatrice, Princesa Eugenie, Lady Louise Windsor, Visconde Severn, Peter Phillips e Zara Tindall – montaram guarda no catafalco, em Westminster Hall, para uma vigília de 15 minutos. A pedido do Rei, tanto o Príncipe de Gales quanto o Duque de Sussex usaram uniforme militar.

### 18 de setembro
O Rei encontrou-se com os Primeiros-ministros de Tuvalu, Antígua e Barbuda, e Papua Nova Guiné, no Palácio de Buckingham. A Princesa de Gales teve uma audiência com a Primeira-dama da Ucrânia, Olena Zelenska. Muitos dignitários estiveram presentes em uma recepção oferecida pelo Rei no Palácio de Buckingham, na véspera do funeral.
Gaitas de fole tocaram "The Immortal Memory" em quatro locais diferentes na Escócia, às 18:00. Uma cerimônia de reflexão aconteceu às 19h30 no The Kelpies, em Falkirk, Escócia. Às 20:00, um minuto de silêncio foi observado em todo o Reino Unido. O Big Ben deveria ter tocado duas vezes, uma vez às 20:00, e novamente às 20:01, para marcar o início e o fim do minuto de silêncio, mas devido a um problema técnico não especificado, ele não tocou. Em uma declaração por escrito, o Rei agradeceu ao público por seu apoio.

### 19 de setembro
O funeral começou na Abadia de Westminster às 11:00. Às 16h50, o caixão da Rainha foi temporariamente baixado ao Jazigo Real na Capela Memorial do Rei George VI, na Capela de São Jorge, no Castelo de Windsor. Às 19h30, a família realizou uma cerimônia de enterro privada na Capela Memorial do Rei Jorge VI, com o Decano de Windsor, David Conner. A Rainha foi sepultada ao lado de seu marido, pais, e irmã.

## Velório público
A Rainha esteve em velório público em Westminster Hall, e o público pode ver o caixão, que foi colocado em um catafalco. Durante todo esse tempo, o caixão foi guardado constantemente por membros de ambos: da Guarda-Costas da Soberana e da Household Division, e o público pôde passar para prestar suas homenagens. Além da Coroa Imperial do Estado, Coroa Imperial do Estado, o Orbe da Soberana e o Cetro com Cruz da Soberano foram colocados sobre o caixão, e a Cruz Wanamaker de Westminster foi colocada no topo. Tanto a BBC quanto a ITV ofereceram uma transmissão ao vivo do velório público para aqueles que não podem comparecer em Westminster Hall.
Uma fila muito longa se formou para ver velório públco, com longas esperas. "A Fila", como ficou conhecida, é um fenômeno social em si. Muitos comentaristas apontaram a tradicional crença cultural de que os britânicos são bons em fazer fila. As filas começaram 48 horas antes do Hall ser aberto ao público. A fila atingiu pelo menos 7,4 quilômetros de comprimento, com uma espera de 8 horas.
O Governo montou um rastreador ao vivo mostrando onde estava o fim da fila. Também foram montados mais de 500 banheiros públicos, postos de água, e postos de primeiros socorros. As lojas ao longo do caminho também abriram suas instalações. Após a fila atingir sua capacidade máxima, e ser temporariamente fechada, uma fila secundária para entrar na fila primária foi formada.

## Funeral de Estado

### Planejamento
O funeral de Estado foi realizado na Abadia de Westminster, às 11:00 BST, em 19 de setembro de 2022, marcando a primeira vez que o serviço fúnebre de um monarca é realizado na Abadia de Westminster desde o funeral do Rei Jorge II, em 1760.
No dia do funeral, que será um feriado bancário, o caixão será movido do Westminster Hall para a Abadia de Westminster na Carruagem de Arma Funerária do Estado da Marinha Real, enquanto o Rei e outros membros da Família Real caminham atrás. A Família Real, chefes de Estado e políticos, se reunirão na Abadia de Westminster para o funeral. Espera-se que o Decano de Westminster, David Hoyle, conduza a cerimônia, e o Arcebispo da Cantuária, Justin Welby, fará o sermão. O caixão será então levado da Abadia de Westminster até o Arco de Wellington, e depois, de carro funerário, até Windsor.
Espera-se que outra procissão ocorra no Quadrilátero do Castelo de Windsor, no final da qual o caixão será levado à Capela de São Jorge para uma cerimônia de sepultamento. O caixão será então baixado até o Jazigo Real. Espera-se que a Rainha seja enterrada na Capela Memorial do Rei Jorge VI, e sepultada ao lado de seu marido, pais e irmã.
Planos do que deveria ser feito quando a Rainha falecesse existem, de alguma forma, desde a década de 1960. Espera-se que cerca de 10.000 policiais fiquem de plantão todos os dias em Londres, durante o período de luto. Policiais montados fornecerão parte da segurança em Windsor, com a ajuda de drones que registram atividades em terra.

### Cobertura
O canal ITV anunciou que cobrirá o funeral das 06:00 às 00:00 BST, em todos os seus canais digitais (ITV2, 3, 4, ITVBe e CITV), marcando, assim, a primeira transmissão simultânea em todos os seus canais.

### Comparecimento

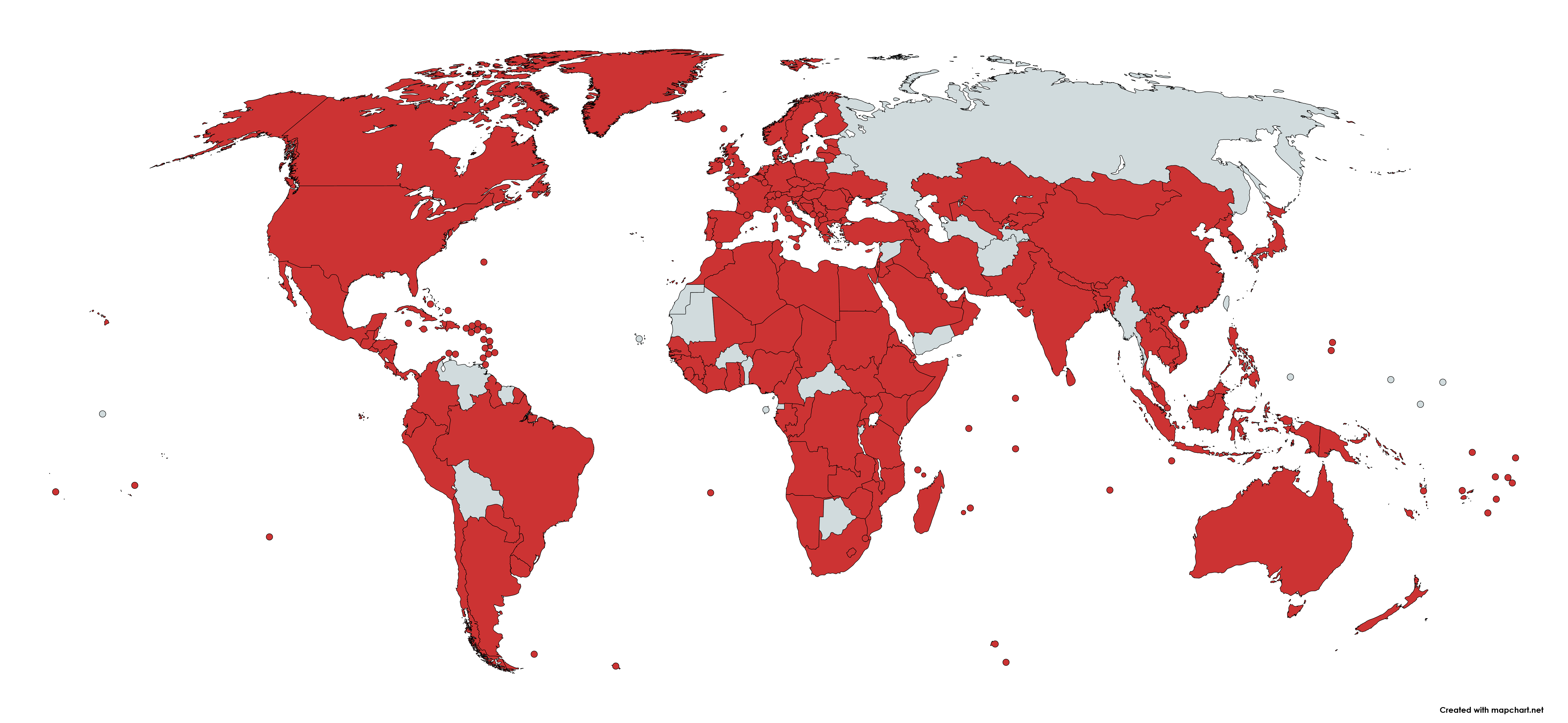
Mapa dos países com pelo menos um representante presente no funeral

500 chefes de estado e dignitários estrangeiros devem estar presentes na cerimônia fúnebre na Abadia de Westminster, que pode acomodar até 2.200 pessoas.
Devido ao número limitado de assentos, os chefes de estado foram acompanhados apenas por seus cônjuges, e foi solicitado que mantivessem suas delegações o menor possível. 500 chefes de estado e dignitários estrangeiros estiveram presentes na cerimônia fúnebre na Abadia de Westminster, que pode acomodar até 2.200 pessoas. Antes do funeral de Estado, o governo do Reino Unido emitiu diretrizes para os dignitários que foram convidados para o evento, pedindo-lhes que usassem voos comerciais, pois o Aeroporto de Heathrow não podia acomodar voos privados para o funeral. Aqueles que fossem voar de forma privada foram instruídos a pousar em outros aeroportos. Além disso, a orientação pedia que os chefes de Estado e convidados a não usassem carros particulares para viajar no dia do funeral, indicando que os convidados seriam transportados para um local separado em Londres, onde o governo iria "fornecer transporte de ônibus a partir de um ponto de reunião central" até a Abadia de Westminster.
Quando a orientação foi divulgada, um porta-voz da Primeira-ministra Liz Truss disse que "os arranjos para diferentes líderes variam", e que os documentos eram apenas para orientação. O Presidente dos EUA, Joe Biden, por exemplo, não pegou um ônibus compartilhado; em vez disso, ele foi à Abadia de Westminster para o funeral no carro presidencial. No entanto, ele e a Primeira-dama, Jill Biden, se atrasaram devido ao tráfego e, quando chegaram à Abadia, foram forçados a sentar quatorze fileiras atrás dos dignitários já sentados. O Presidente de Israel e o Vice-presidente da China também foram levados ao evento por outros meios. Muitos dignitários estiveram presentes em uma recepção oferecida pelo Rei no Palácio de Buckingham na véspera do funeral, e todos os convidados internacionais foram convidados a participar de uma recepção oferecida pelo Secretário de Relações Exteriores James Cleverly, após o funeral.
A Rainha Margarida II da Dinamarca, que comparecera ao Funeral de Estado em 19 de setembro, testou positivo para COVID-19 em 21 de setembro.

### Custo
Os custos do funeral foram pagos pelo governo do Reino Unido. O custo total foi 161,7 milhões de libras. 

## Réquiem
Várias estradas e ruas foram fechadas em Windsor antes da cerimônia de réquiem. Canções antes da cerimônia incluíram "Schmücke dich, o liebe Seele BWV 654", "O Traurigkeit, O Herzeleid", "Master Tallis's Testament", "Psalm Prelude Set 1, No. 1", "Psalm Prelude Set 1, No. 2 ", "Melodia (Três peças)", "Andante Sostenuto (Symphonie Gothique, Op. 70)", "A Árvore da Paz", "'Nimrod' (Variações sobre um Tema Original, Op.36)", "Prelúdio" de Sir William Henry Harris, "Sheep May Safely Graze, BWV 208", e "Rhosymedre".
A cerimônia de réquiem teve início às 16:00, na presença de 800 convidados, incluindo a Família Real, membros da Residência Real, figuras Reais estrangeiras, e Governadores-gerais e Primeiros-ministros dos Reinos da Commonwealth.
 O Salmo 121, com um arranjo de Sir Henry Walford Davies, foi cantado enquanto o caixão da Rainha adentrava a capela. "O contácio Russo dos Falecidos" (anteriormente cantado no funeral do Príncipe Filipe) foi então executado pelo coro. O Decano de Windsor, que conduziu a cerimônia, leu a oferenda, após o qual o coro cantou o hino "All My Hope on God is Found". O Decano então leu Apocalipse 21, versículos 1–7, que também fora incluído na cerimônia dos funerais dos avós de Isabel, rei Jorge V (1936) e Rainha Maria (1953), bem como na de seu pai, o rei Jorge VI (1952). O Reitor de Sandringham, o Ministro de Crathie Kirk, e o Capelão de Windsor Great Park, fizeram as orações, que foram seguidas pelo moteto "Traga-nos, ó Senhor Deus, em nosso último despertar".
A Coroa Imperial do Estado, e o Orbe e Cetro da Soberana, foram removidos do caixão pelo Joalheiro da Coroa, e colocados no altar pelo Decano de Windsor para serem devolvidos à Torre de Londres. Após o hino final, "Christ Is Made the Sure Foundation", o Rei colocou a Bandeira de Acampamento da Companhia dos Guardas Granadeiros da Rainha sobre o caixão de sua mãe. O Lord Chamberlain simbolicamente quebrou a varinha de ofício dela, e colocou suas metades em cima do caixão. O caixão foi então baixado ao Jazigo Real, enquanto o Decano lia o Salmo 103 e a Encomendaçao do Corpo. A cerimônia continuou com o pronunciamento dos estilos e títulos da falecida Rainha, feito pelo Rei de Armas principal da Jarreteira, seguido pelo lamento "A Salute to the Royal Fendersmith", tocado pelo Gaiteiro da Soberana, pronunciamento dos estilos e títulos do novo soberano, e a bênção feita pelo Arcebispo de Cantuária. O canto do Hino Nacional marcou o fim da cerimônia. "Prelúdio e fuga em dó menor, BWV 546" de Bach foi tocado apósa cerimônia.

## Enterro
O caixão de Isabel II foi feito mais de 30 anos antes do funeral. A data exata em que foi criado não é conhecida. Ele é feito de carvalho-roble e forrado com chumbo para proteger dos danos da umidade, preservando assim o corpo, pois o enterro seria em uma cripta e não na terra. Devido ao peso, foram necessários oito carregadores de caixão para transportá-lo, em vez dos seis habituais.
A Rainha foi enterrada em um cerimônia familiar privada, às 19h30, na Capela Memorial do Rei Jorge VI, na Capela de São Jorge, onde seu marido, Príncipe Filipe, que morreu em 2021, foi transferido para jazer ao lado dela, e dos pais dela, o Rei Jorge VI e a Rainha Isabel, a Rainha-mãe, e as cinzas da irmã dela, a Princesa Margarida.

## Sucessão

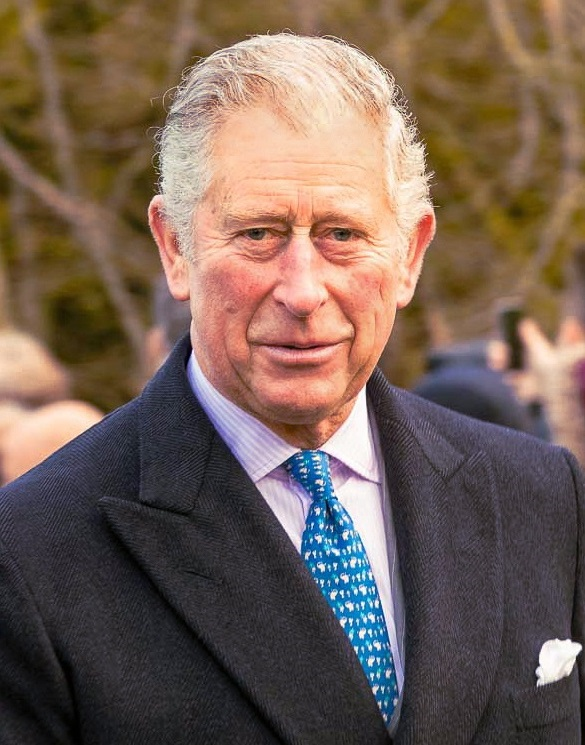
Carlos III em 2017

Com a morte da Rainha, seu filho mais velho, Carlos, Príncipe de Gales, imediatamente ascendeu ao trono como Rei do Reino Unido, com o nome Real de "Carlos III".
Houve certa especulação sobre o nome Real que seria adotado pelo ex Príncipe de Gales ao suceder sua mãe. Durante seu discurso formal na televisão do lado de fora da 10 Downing Street, a Primeira-ministra Truss fez a primeira menção ao nome do Rei durante uma homenagem à Rainha. A residência Real Clarence House confirmou oficialmente que o novo Rei seria conhecido como Carlos III logo após o discurso da Primeira-ministra. O Palácio de Buckingham divulgou a primeira declaração oficial do Rei como monarca às 19:04:
A morte da minha amada Mãe, Sua Majestade a Rainha, é um momento de grande tristeza para mim e para todos os membros da minha família.
Lamentamos profundamente o falecimento de uma Soberana querida e de uma Mãe muito amada. Eu sei que sua perda será profundamente sentida em todo o país, nos Reinos e na Commonwealth, e por inúmeras pessoas ao redor do mundo.

    Durante este período de luto e mudança, minha família e eu seremos confortados e sustentados por nosso conhecimento do respeito e profundo afeto na qual a Rainha era tão amplamente mantida.
A maioria dos títulos escoceses pré ascensão de Carlos III, bem como o título de Duque da Cornualha, foram passados para seu filho mais velho, e novo herdeiro aparente ao trono, Príncipe William, Duque de Cambridge. Em 9 de setembro, William foi nomeado Príncipe de Gales e Conde de Chester, sucedendo seu pai, agora Rei.
O Conselho de Ascensão reuniu-se em 10 de setembro, no Palácio de São Tiago, para  formalmente proclamar a ascensão de Carlos III. Embora cerca de setecentas pessoas fossem elegíveis para participar da cerimônia, como o evento foi planejado em tão pouco tempo, o número de participantes foi de duzentas. Além de outras formalidades, o Conselho de jure confirmou "Carlos III" como o nome Real do Rei.
Nenhuma data foi anunciada para a coroação do Rei e da Rainha Consorte, ou para a posse do novo Príncipe de Gales.

## Reações

### Família Real
O Rei Carlos III prestou homenagem à sua mãe em um discurso na manhã seguinte:
Para minha querida Mamãe, enquanto você começa sua última grande jornada para se juntar ao meu querido falecido Papai, eu quero simplesmente dizer isto: obrigado. Obrigado por seu amor e devoção à nossa família, e à família das nações que você serviu tão diligentemente todos esses anos. Que revoadas de Anjos cantem ao teu descanso.
O Rei, junto com a Princesa Anne e o Príncipe Edward, prestaram homenagem à sua mãe no programa especial da BBC One, A Tribute to Her Majesty The Queen. Em 10 de setembro, o Príncipe William emitiu uma declaração, prestando homenagem à sua avó, que ele descreveu como uma "rainha extraordinária". Em 12 de setembro, o Príncipe Harry emitiu uma declaração, descrevendo sua avó como uma "bússola orientadora" no dever e no serviço.